# Nops meridionalis
Nops meridionalis är en spindelart som beskrevs av Eugen von Keyserling 1891. Nops meridionalis ingår i släktet Nops och familjen Caponiidae. Inga underarter finns listade i Catalogue of Life.